# Броварня Laško
Броварня Laško (словен. Pivovarna Laško) — найбільша пивоварня в Словенії. Названа на честь містечка Лашко. 13 квітня 2015 року, продавши 51,11 % акцій, найбільша словенська пивоварня на сьогоднішній день перейшла до рук голландського пивоварного гіганта Heineken International.
Броварня має глобальну присутність у 33 країнах із продукцією під брендами Laško, Bandidos, Export Pils, Oda та iC Cider. Початок бізнесу пивоварні Laško припадає на 1825 рік, коли медик та викладач Франц Гейєр запустив пивоварню в Лашко. За свої 185 років існування Броварня Laško переросла з місцевої пивоварні у провідного виробника пива, а також з іншими компаніями групи Pivovarna Laško Union d.o.o., у провідного виробника мінеральних вод, природних вод та безалкогольних напоїв на словенському ринку.
8 липня 2016 року Pivovarna Laško та Pivovarna Union об'єдналися в Pivovarna Laško Union d.o.o. і таким чином на 100 % перейшла до рук Heineken International. Штаб-квартира компанії знаходиться на Пивоварному шляху (словен. Pivovarniška cesta) 2, Любляна.

## Історія[3]
У 1825 році медичний експерт та викладач Франц Гейєр створив крафт-пивоварню в колишньому Шпіталі Вальвасора (нинішній готель Савінья), де перший пивоварник Лашко, ймовірно, варив пиво (Штайнб'є), відоме в Каринтії протягом тринадцяти років.
У 1838 році пивоварню купив Генріх Август Уліх, який дав пиву Laško справжню репутацію. Будучи власником басейну в Римських Топлицах, він подав своє пиво іноземним гостям і, завдяки своєму трієстському походженню, представив його Трієсту, торгового центру з цінителями гарної їжі та напоїв. Він також виявився підприємливим оптовиком, оскільки його пиво пили навіть в Александрії та Калькутті.
Наступний власник Антон Лариш спорудив у 1867 році біля підніжжя св. Крістофер і Шміхель нову пивоварню, яка була найбільшою на той час у Нижній Штирії. Він не тільки контролював якість пива і навіть покращував його, але і збільшував потужність пивоварні.
У 1889 році пивоварню придбав пивовар Симон Кукча. Будучи хорошим організатором, фінансистом, економістом і особливо любителем новинок, його вважають найважливішою особистістю в історії броварні Laško. Він представив новий тип пива та першу марку пива — термальне пиво, яке досі живе у своїй похідній. Шляхом численних експериментів він виявив, що термальна вода підсилює смак пива. Як відмінний підприємець, він усвідомлював необхідність залучення клієнтів незвичайними нововведеннями. Тому він почав варити термальне пиво як світле так і темне, і в обох випадках воно було сильніше, ніж звичайне пиво.
Незважаючи на свій успіх, конкурентна боротьба була настільки жорстокою та запеклою, що броварня не витримала цього. У 1924 р. більшість акцій були таємно придбані конкурентом — броварнею Union, і за три роки броварня зварила своє останнє пиво. Це було кінцем періоду Симона Кукчі. Нова компанія продовжувала продавати пиво на хорватському ринку як пиво Laško. Закриття пивоварного заводу торкнулося багатьох місцевих жителів. Тому ініціатори ідеї відновити пивоварню почали вражати корчмарів, і в 1929 р. представники ресторанних кооперативів вирішили збудувати пивоварню-пайовик у панській базі. Після багатьох ускладнень та напруженої конкуренції броварню Laško d.d. було відкрито в 1938 році (теперішній пивоварний завод).

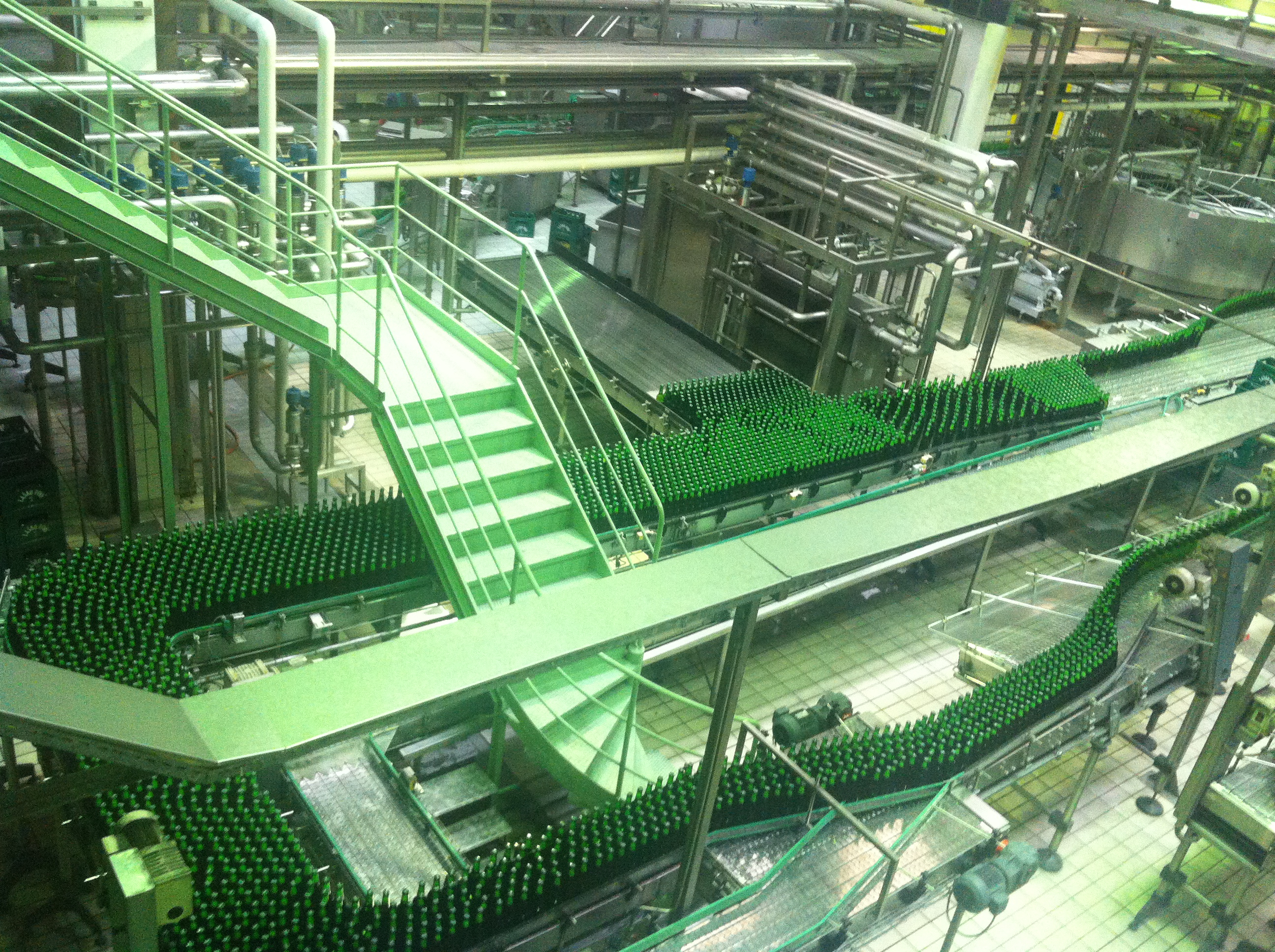
Виробництво пива

У 1944 році бомби союзників, спрямовані на інший сусідній залізничний міст, знесли пивоварню. Виробництво почалося знову в 1946 році. З цього року він став провідною маркою пива Pivovarna Lasko Zlatorog. Повоєнна історія розвитку компанії характеризувалася надзвичайним розвитком, оскільки броварня значно збільшила виробництво та продажі з 1960-х років. До незалежності вона посіла 1 місце серед 28 югославських пивоварних заводів. Продажі пива зросли з 50 000 гектолітрів до понад 1350 000 гектолітрів з 1950 року. За цей період пивоварня значно зросла і консолідувала свою частку ринку, оскільки на словенському ринку вона зросла з 25 % до понад 50 %.
З незалежністю пивоварня втратила 30-40 % ринку, оскільки в основному була прив'язана до ринків колишньої Югославії. Зі вступом до Європейського Союзу броварня змогла збільшити продажі навіть на втрачених ринках Югославії.

## Торгові марки[8]

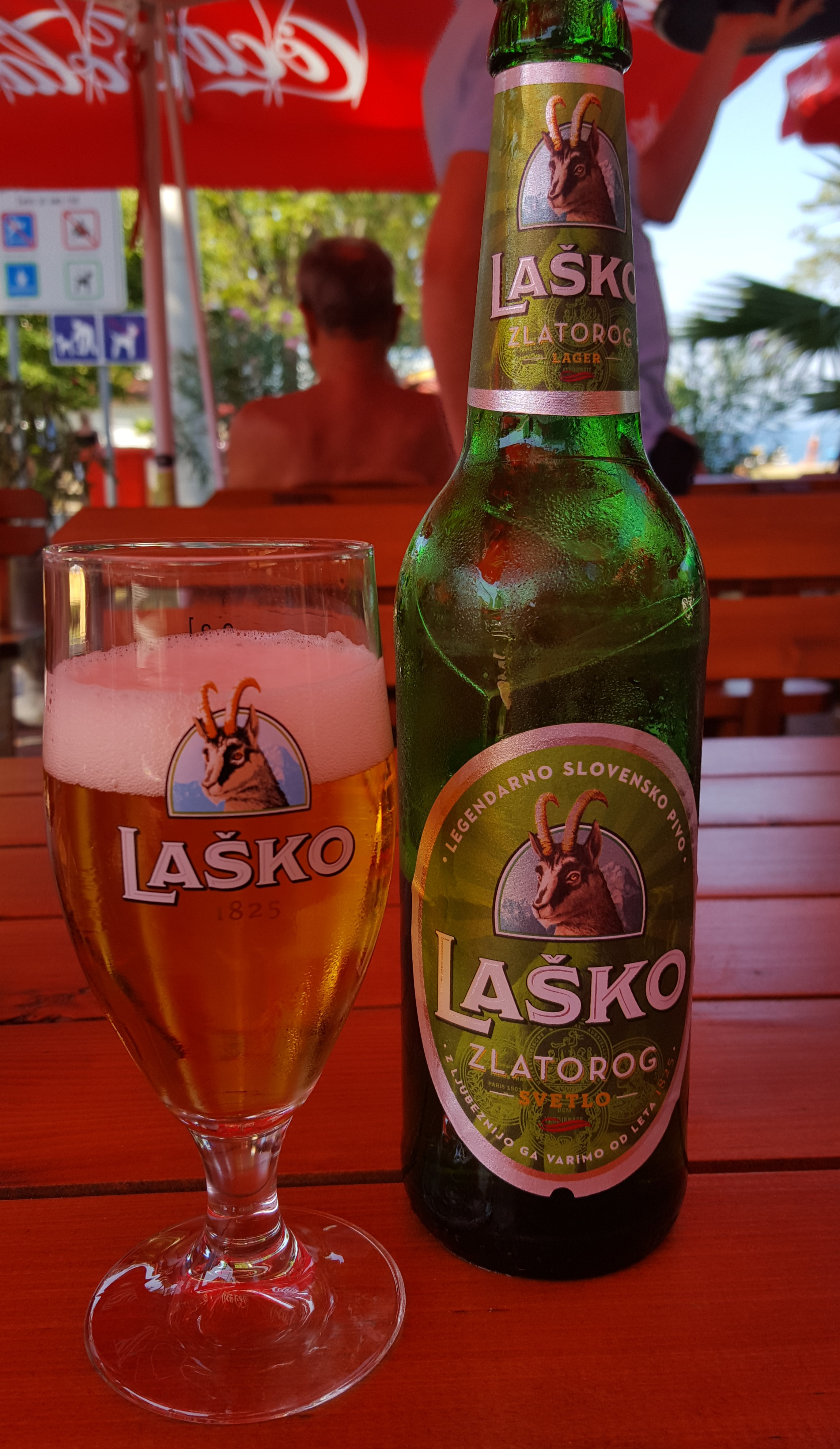
Пиво Laško

- Laško: Zlatorog, Club, Light, Dark, Eliksir, Trim, Malt, Jubilejnik, Radler
- Bandidos: Ice, Tequila, Cuba Libre, Sun
- Export Pils
- iC Cider
- Oda (вода)

## Соціальна відповідальність

### Маркетинг
Відповідно до опитування Олімпійського комітету Словенії, пивоварня Laško вважається одним з найбільших спонсорів словенського спорту у 2006 р. Найбільший спонсор для клубів:
- Футбольний клуб Марібор
- Гандбольний клуб Целе[sl]
- Баскетбольний клуб Златорог[sl]
- Гребний клуб Блед
- Гандбольний клуб Боснія

### Екологічний слід
Броварня Laško виконує вказівки сталого розвитку, інвестує в технології та пристрої, що не дають навколишньому середовищу перевантажуватись промисловими викидами.
Можна визначити наступні заходи в галузі екологічних зусиль:
- Отримання дозволу на експлуатацію аеробної / анаеробної очисної споруди у 2007 році. Очисна станція ефективно сприяє значному скороченню викидів речовин у стічні води.
- Отримання екологічного дозволу від IIPC на завод для пивоваріння та розливу. Міністерство навколишнього середовища, просторового планування та енергетики в 2009 році видало ліцензію на Pivovarna Laško, що є надійним доказом її спрямованості на новітні екологічні технології виробництва.
- Заходи у сфері зменшення споживання прісної води, реалізовані в рамках проектів факультету хімії та хімічних технологій Мариборського університету та Johnson Diversey.
- Удосконалення системи роздільного збору відходів та посилення контролю за сміттєзвалищами у Pivovarna Laško. Також проводиться щорічний оперативний моніторинг викидів у повітря таводу, шуму, електромагнітного випромінювання та поводження з відходами.